# کانادا در المپیک تابستانی ۱۹۰۴

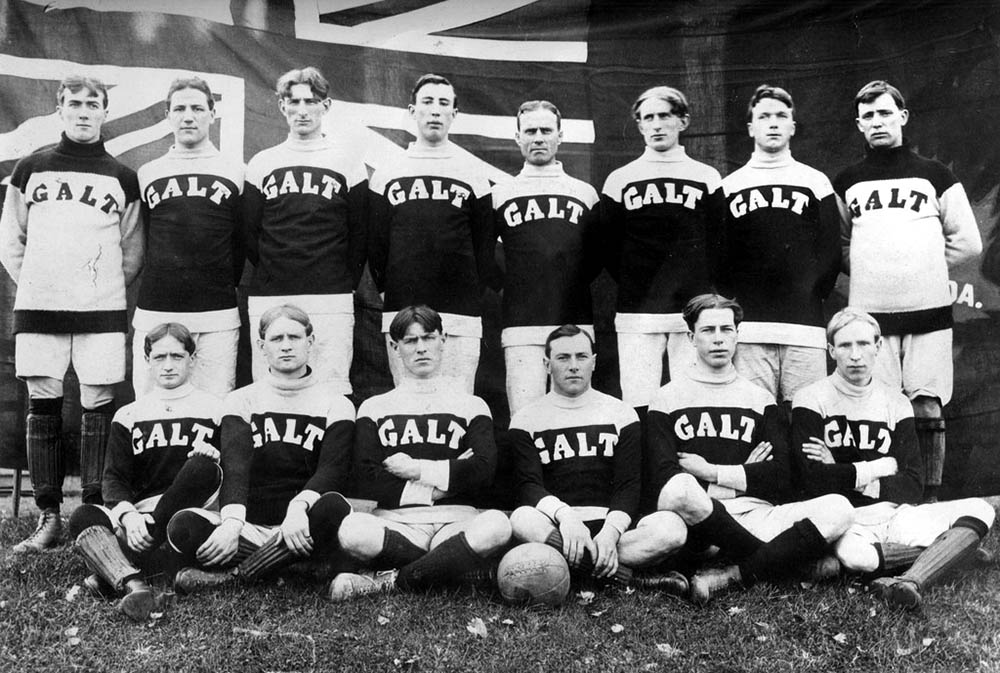
تیم فوتبال کانادا در بازی‌های المپیک تابستانی ۱۹۰۴

کانادا در بازی‌های المپیک تابستانی ۱۹۰۴ که در شهر سنت لوییس برگزار شد، کاروان کانادا با ۵۲ ورزشکار در این رقابت‌ها شرکت کرد و موفق به کسب ۶ مدال (۴ طلا، ۱ نقره، ۱ برنز) شد. در جدول رتبه‌بندی توزیع مدال‌ها، کانادا در ردهٔ ۴ مسابقات قرار گرفت.